# Армянская улица (Феодосия)
Армянская улица, улица Тимирязева — улица в исторической части Феодосии, проходит от улицы Горького к Адмиральскому бульвару и заканчивается тупиком после пересечения улицы Нахимова.

## История
Находится в границах древней генуэзской крепости, древний оборонительный ров частично сохранился.
На углу улицы и Адмиральского бульвара в 1771 году командующий русскими войсками князь Долгоруков принимал капитуляцию турецкого гарнизона Кафы, взятой после жесточайшего штурма.
Исстари была местом компактного проживания феодосийских армян (одна из границ Армянской слободы Феодосии), что и определило название улицы. На улице находилось несколько армянских церквей (Святого Сергия, архангелов Гавриила и Михаила) и мечетей (Султан Селим Джами, Якуби-Джами).

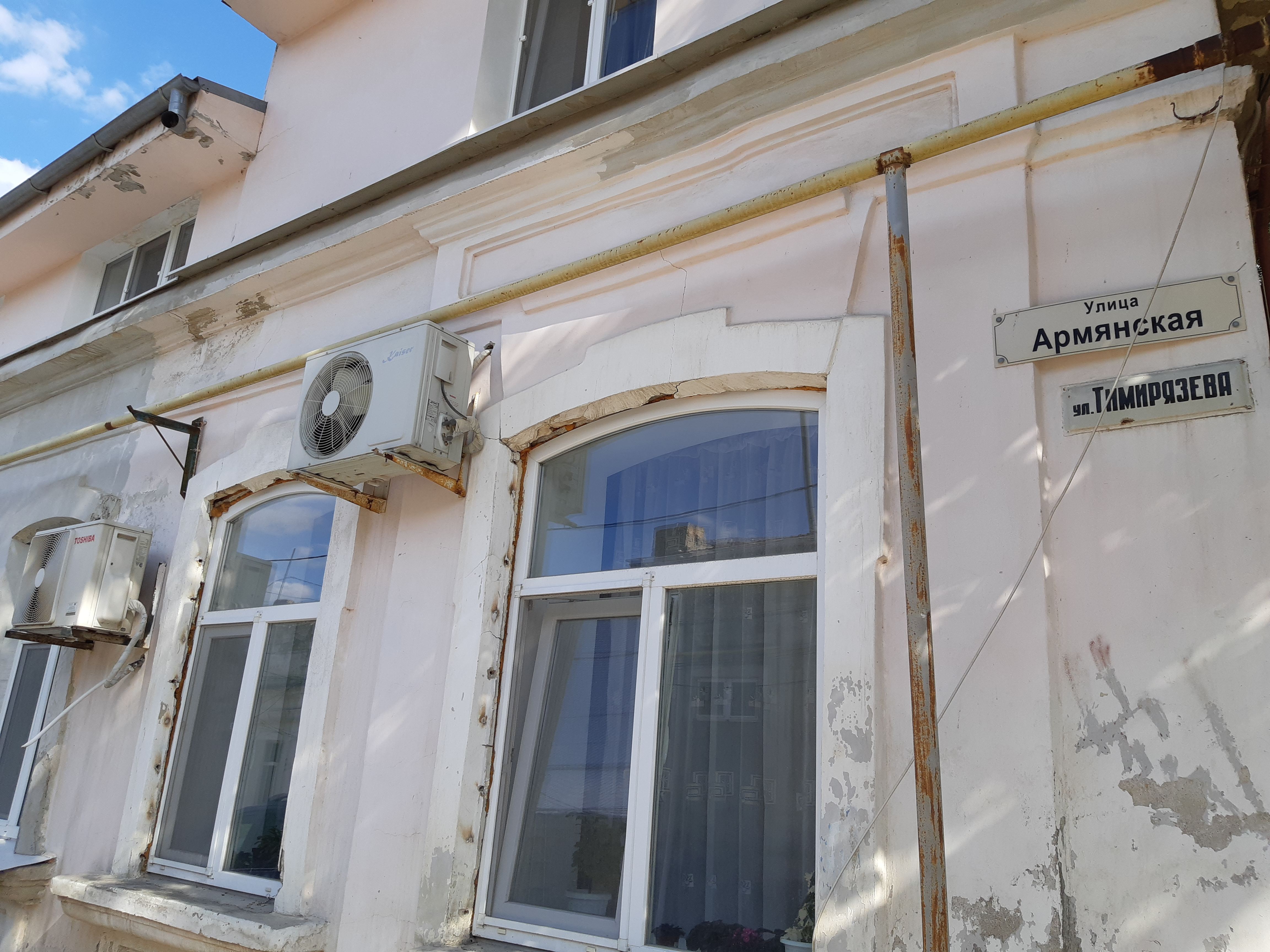
Старое и новое названия улицы

В советское время носила имя русского учёного-биолога К. А. Тимирязева (1843—1920), историческое название возвращено в 2003 году.
Застройка улицы сильно пострадала в годы Великой Отечественной войны
В послевоенное время в здании бывшей мечети Якуби-Джами работал продовольственный магазин

## Достопримечательности

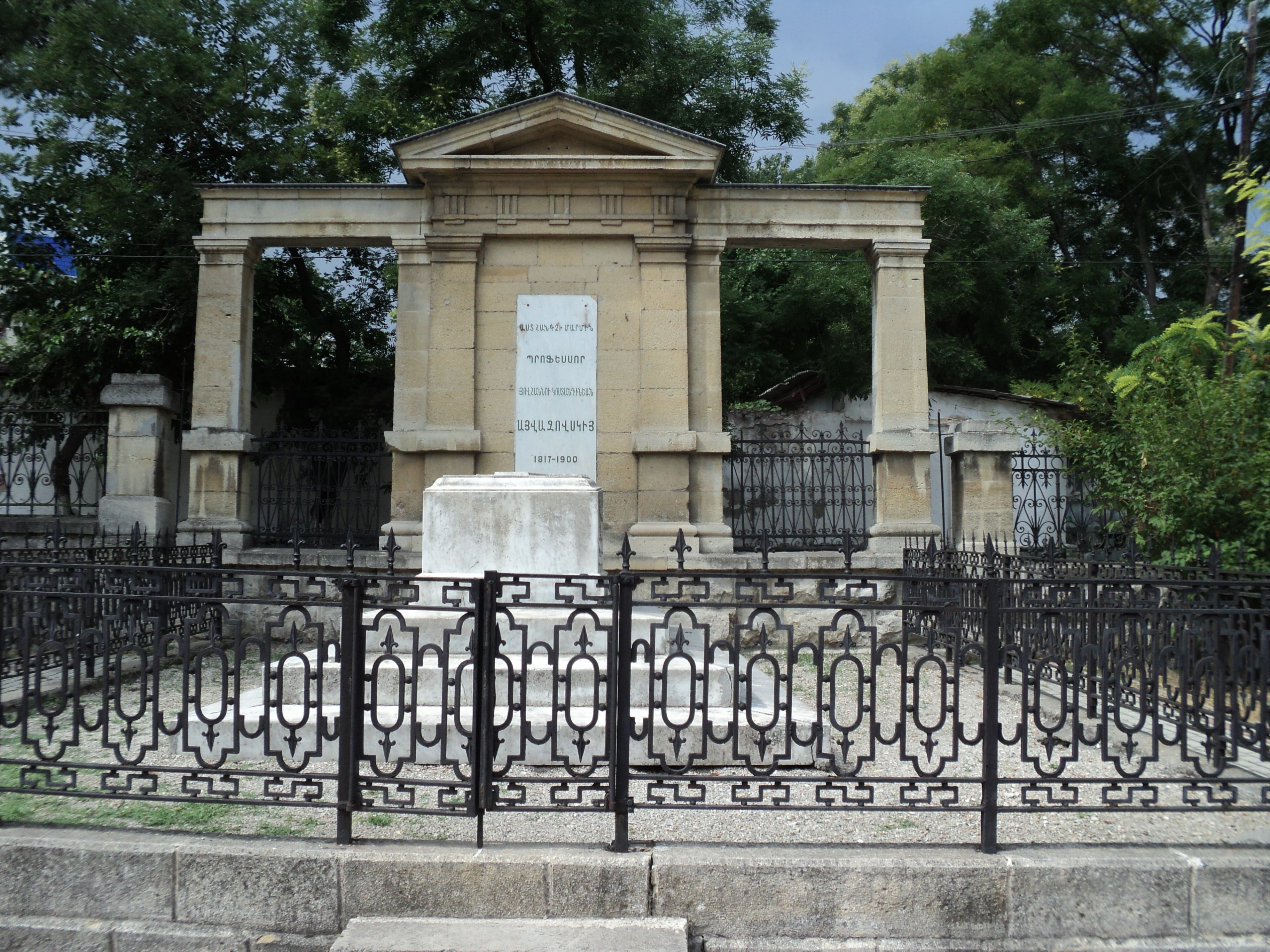
Могила И. К. Айвазовского

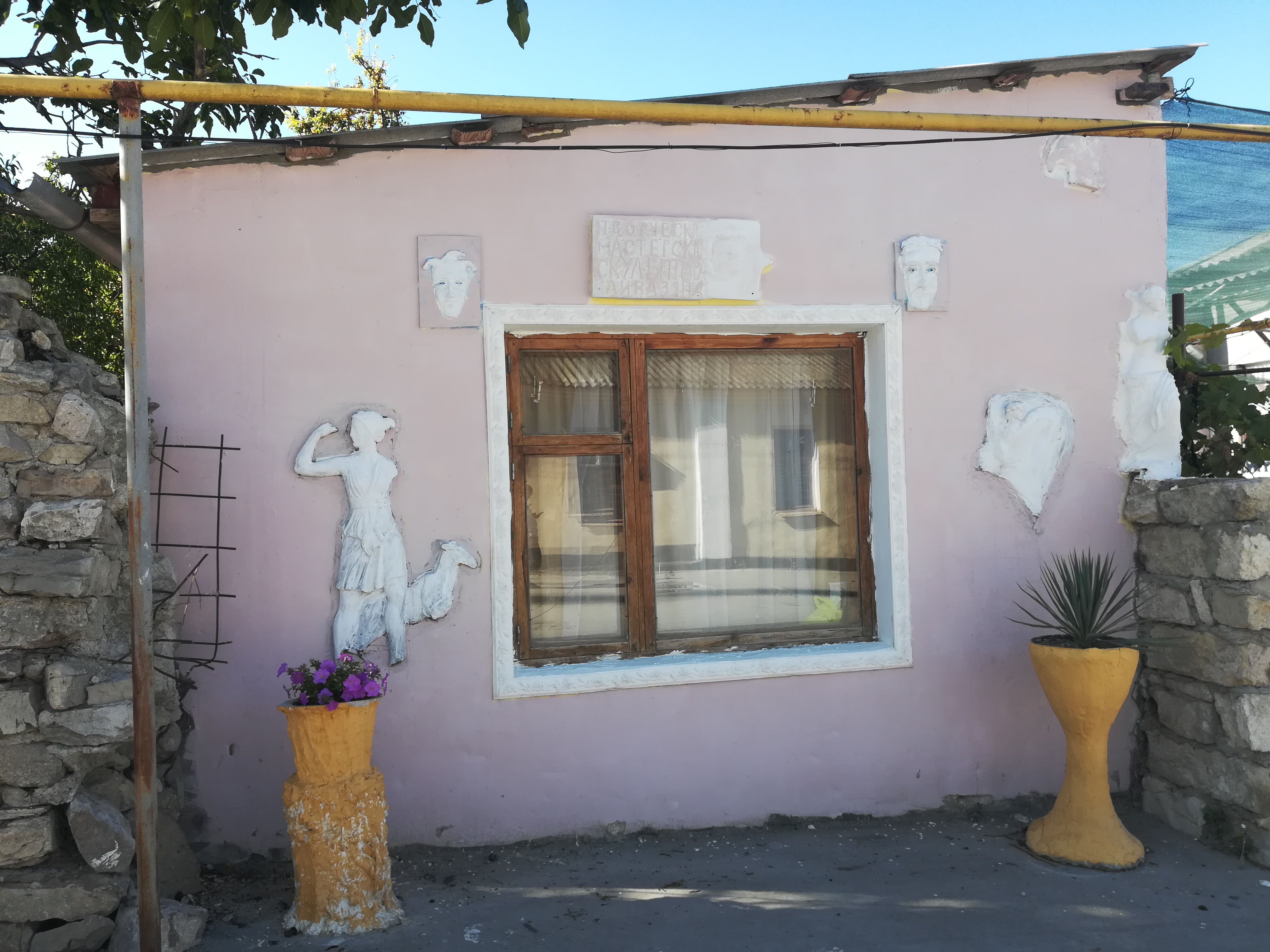
д. 11

На здании поликлиники Феодосийского порта установлена мемориальная доска народному врачу СССР А. Р. Довженко
д. 1 — Армянская Апостольская церковь Сурб Саркис (Св. Сергия)  Объект культурного наследия народов РФ федерального значения. Рег. № 911510364150006 (ЕГРОКН),
могила И. К. Айвазовского  Объект культурного наследия народов РФ федерального значения. Рег. № 911510360550006 (ЕГРОКН)
д. 13 — Церковь Архангелов Гавриила и Михаила  Объект культурного наследия народов РФ федерального значения. Рег. № 911510364050006 (ЕГРОКН)
д. 30 — Бывшая мечеть Якуби-Джами